# Хагер-Малецкая, Божена
Боже́на Мари́я Хагер-Малецкая (пол. Bożena Maria Hager-Małecka; 23 августа 1921 года, Забже, Польша — 9 февраля 2016 года, Забже, Польша) — польская врач, профессор медицины, депутат Сейма ПНР.

## Биография
Дочь известного врача Бронислава Хагера и Станиславы Людмилы (девичья фамилия Рудзкая). Окончила школу в Тарновских Горах. С 1937 по 1939 жила в Быдгоще, а с началом Второй мировой войны в сентябре 1939 года бежала с родителями в Краков. Работала там лаборанткой в подпольном училище, где и училась. 18 сентября 1942 года сдала экзамены на аттестат зрелости, а затем продолжила образование на подпольном факультете медицины Ягеллонского университета. 10 марта 1949 года получила диплом врача. Стажировку проходила в госпитали общественного страхования в Кракове, а затем ассистентом в детской больнице в Забже.
В 1950 году получила специализацию по педиатрической диагностике и терапии в I педиатрической клинике в Варшаве. 21 июня 1951 года защитила степень доктора медицинских наук на отделении микробиологии Силезской медицинской академии под руководством профессора Стефана Слёпка (тема диссертации «Исследования по этиологии диареи у детей раннего возраста»). Продолжила работать в педиатрической клинике академии. 1 октября 1953 года получила звание адъюнкта, 1 октября 1965 — штатного доцента, 1 октября 1969 года — экстраординарного профессора, а 1 октября 1976 года — ординарного профессора.
В 1953 году получила диплом о специализации второго уровня по педиатрии. В научных целях работала в Рабке и Париже.
19 июня 1963 года прошла хабилитацию на лечебном отделении академии (тема диссертации «Исследование иммуно-электро-форезтической сыворотки и спинномозговой жидкости при туберкулезном менингите»). Затем руководила кафедрой и клиникой педиатрии академии в Забже (сначала в качестве исполняющего обязанности). Работала педиатром в различных забжских поликлиниках.
С 1976 по 1989 года депутат Сейма Польской Народной Республики VII, VIII и IX каденций. Беспартийная.
Активно участвовала в Польском педиатрическом и Польском фтизиопульмонологическом товариществах.
Впервые в Польше использовала иммуно-электро-форез для исследований белков спинномозговой жидкости. Обнаружила также в 1974 году массовые случаи хронического отравления свинцом, и вместе с Йолантой Вадовской-Кинг провели кампанию по их излечению и профилактике. Кроме того, она первой в Польше исследовала влияние загрязнения воздуха на здоровье человека. Опубликовала множество статей, а также рецензии хабилитационных диссертаций.
В составе правительственной группы приняла участие в переговорах Круглого стола в подкомитете по вопросам экологии.
1 января 1991 года вышла на пенсию. Скончалась 9 февраля 2016 года. Прощальная месса состоялась в костёле св. Иоанна Крестителя в Бискупицах, а похороны прошли на приходском кладбище костёла св. Анны в Забже.
С 1950 года была замужем за Станиславом Францишеком Малецким (26 апреля 1915, Ярослав — 13 апреля 1992, Забже), врачом пульмонологом, с которым родила двух дочерей — Александру и Дануту. Жила в Забже.
Получила почётное гражданство Тарновских Гор. Также была награждена командорским, офицерским и кавалерским крестами ордена Polonia Restituta, медалями. Заслуженный врач и заслуженный учитель.